# تی‌اس پلییفر
تی‌اس پلییفر (به انگلیسی: TS Playfair) یک کشتی است که طول آن ۲۲ متر (۷۲ فوت) می‌باشد. این کشتی در سال ۱۹۷۳ ساخته شد.